# Esbjerg Statsskole
Esbjerg Statsskole var den ældste gymnasieskole i Esbjerg. Skolen, som efter to fusioner nu videreføres som en del af Rybners Gymnasium, har rødder tilbage i det helt unge Esbjerg fra 1880'erne. Skolen, der dengang hed Esbjerg Realskole, befandt sig i Skolegade over for Vor Frelser kirke, hvor pensionisternes dagcenter  i dag holder til huse. I 1907 fik skolen under navnet Esbjerg Gymnasium ret til at føre elever til Mellemskole- og studentereksamen, således at de første studenter i Esbjerg blev udklækket i 1910. Som rektor valgtes cand. mag Oluf Nielsen. Efter 1. verdenskrig var Esbjerg Gymnasium i økonomisk uføre og den 12. november 1918 vedtog skolens bestyrelse at søge gymnasiedelen overdraget til staten. Den 1. april 1920 var man nået frem til en løsning mellem Esbjerg Kommune, Staten og skolens bestyrelse, så staten per denne dato overtog skolen og videreførte gymnasiet under navnet Esbjerg Statsskole. Rektor Oluf Nielsen fortsatte til 1928, hvor han blev rektor for Vestre Borgerdydskole i København. I skoleåret 1928-29 var lektor Gregersen konstituereret som rektor og han efterfulgtes i august 1929 af lektor Kr. Bruun, der var rektor frem til Thure Hastrup overtog rektorembedet i 1944. Det var således Rektor Bruun, som arbejdede utrætteligt for at skolen kunne få tiltrængte nye og moderne lokaler og i 1939 rykkede Esbjerg Statsskole ind i bygningerne i Svendsgade 19-21.
Efter krigen udviklede Esbjerg Statsskole sig i lighed med alle andre danske byer med stigende søgning til gymnasieuddannelsen, der i takt med den øgede velstand voksede ud af overklassens hænder og blev tilgængelig for menigmand. Den meget store søgning til kvalificerede ungdomsuddannelser og samfundets behov for mere uddannelse udmøntede sig blandt andet i, at statsskolen i 1968 påbegyndte undervisningen på den 2-årige  HF-uddannelse. En uddannelse, der blev opretholdt i Svendsgade til 1989, hvor amtet valgte at flytte HF-afdelingen til det nye Esbjerg Gymnasium. De store uddannelsesomlægninger var frem til sammenlægningen med Esbjerg Handelsskole per 1. januar 2011, hvor Esbjerg Statsskole ophørte som selvstændigt institutionsnummer, lagt i hænderne på rektor Jens Ahm, der kom til i 1956. I 1965 blev stafetten givet videre til rektor Gudmund Jensen, der som klassisk filolog havde det svært med den ændrede ungdomskultur fra oprørsårene 1968 og frem. Den mere udfarende ungdom lå langt bedre til efterfølgeren Birger Kledal, der overtog rektorembedet i 1976 og sad på posten frem til Karsten Kjemtrup tog over som rektor i 1993. 2010 blev besluttedes det at sammenlægge statsskole og handelsskole til et nyt supergymnasium og den sidste rektor på Esbjerg Statsskole blev Søren Copsø, der ved fusionen per 1. januar 2011 fortsatte som rektor for det nye Rybners Gymnasium.
I årene 1990–2001 blev skolen gennemgribende renoveret således at skolen i dag fremtræder lyst og venligt.  Skolen er særlig stolt over biblioteket, der tidligere fungerede som en pigegymnastiksal, og elevernes kantine. Idrætsundervisningen foregår bl.a. i EGF-hallen, som er nabo til skolen. Gennem alle årene som Esbjerg Statsskole har tusindvis af esbjergensere nydt den klassiske musik i statsskolens aula. Det var daværende rektor Thure Hastrup, som var med til at kickstarte det der siden gav grobund for musikkonservatoriet. Og da aulaen ver byens mest velegnede sal til klassisk musik blev Esbjerg Statsskole også i den sammenhæng en af byens kulturinstitutioner på det musiske plan. Det ville sikkert have glædet rektor Thure Hastrup, der i 1956 fortsatte som rektor for "musikgymnasiet" Aurehøj Gymnasium i København.
Den 4. Maj 2010 offentliggjorde Esbjerg Statsskole og Esbjerg Handelsskole i fællesskab at de agtede at fusionere, og dermed skabe et "supergymnasium" der vil samle de almene studieretninger (stx), såvel som de handelsgymnasiale studieretninger (hhx) i samme institution. I 2014 fusionerede det nye Rybners med EUC Vest.

## Fusion med Esbjerg Handelsskole
Målet med fusionen er at skabe et nyt Esbjergensisk supergymnasium, og det er planen at Statsskolens elever i 2012 skal flyttes til Handelsskolens afdeling i Grådybet, som udvides med 5000 m2. Statsskolens gamle bygninger i Svendsgade, skal efter planen overtages af hg-eleverne fra Handelsskolen. 
Den 22/6-2010 enedes de to bestyrelser om at godkende økonomien i projektet, og dermed officielt søsætte fusionsprocessen.
På det første bestyrelsesmøde for den fælles skole d. 17/8-2010, blev Karsten Rieder udnævnt til direktør for den fusionerede skole.
Den 8/11-2010 blev Søren Copsø præsenteret som ny rektor for skolen pr. 1/12-2010. Han vil ved fusionens ikræfttræden pr. 1/1-2011 overgå til stillingen som rektor og vicedirektør for det fusionerede gymnasium.
Den 16/12-2010 blev det efter en del polymik endeligt offentliggjort, at den fusionerede skoles navn vil blive Rybners Gymnasium. Opkaldt efter Olaf S. K. Rybner Petersen, som har spillet en rolle i begge skolers tidlige historie. Det af bestyrelsen først valgte navn, Esbjerg City College  (efter en åben navnekonkurrence), vakte stor modstand. En afstemning blandt elever og ansatte, endte derfor med beslutningen om at hædre Rybner ved at lade den nye institution bære hans navn. Olaf Rybner Pedersen var en mn moderne skolemand, som bland andet indførte boldspil og håndarbejde i almenskolens fagrække. Han stod i spidsen for Esbjerg Realskole frem til foråret 1907, hvor han blev skoledirektør på de Vestindiske øer frem til salget til USA i 1917. Og som sådan havde han ikke noget med det første Esbjerg Gymnasium at gøre. Som byrådspolitiker var han med til at starte Esbjerg Handelsskole i 1890.

## Traditioner
Det store skolebal
Det store skolebal er uden tvivl Esbjerg Statsskoles største og fornemeste tradition, som ingen på skolen kan undgå at blive indblandet i. Skoleballet går tilbage til 2. verdenskrig, og er således ikke nogen nisse fra den gamle skole, tværtimod er det den nye skoles store aula, der skaber de værdige rammer om festen. Oprindelig var lanciers mm. en form for opvarmningsøvelser i bogstaveligste forstand, for i de kolde vintre i begyndelsen af krigen blev skolen opvarmet med halm, og det kneb med at få temperaturen op på passende varmegrader, så måtte der fysisk udfoldelse til, og hvorfor ikke under festlige former.
Skoleballet har gennem tiden mødt en del modstand. Tilbage i 70'erne prøvede en gruppe af progressive elever og lærere at få afskaffet ballet, til fordel for politiske gruppemøder. Ydermere fik de festlige påklædninger også mange angreb, men det var blot tidstypiske krusninger. I dag fremstår som et flot og festligt arrangement for elever, lærere og forældre.
Kyndelmisse
Den 2. februar – er en anden tradition på Esbjerg Statsskole, som er er opstået på grund af forholdene under krigen. Lyset er hovedtemaet for festen, og dagen fejres med kyndelmissesange i aulaen, hvor eleverne får chancen for at "synge sig fri" resten af skoledagen.
Frøshow og frøkåring
Frøshow og frøkåring er af nyere dato. Det er her, de nye 1.g'ere klassevis skal vise, hvad de formår m.h.t. at underholde den øvrige skole, godt hjulpet på vej af musiklærerne. Hver klasse skal således lave et show om det at starte på Esbjerg Statsskole, om klassen eller de andre årgange. De opfører det herefter for resten af skolen i aulaen. Et udvalg af 3.g'erne bedømmer showene og kårer en vinder. 
Fredagscafé
Fredagscafé er ligeledes en af de senere års traditioner, en hyggelig sammenkomst i kantinen med levende musik efter skoletid fredag eftermiddag – ca. en gang om måneden.
Neptun
Neptun er navnet på elevernes festforening. De elever der sidder i Neptun arrangerer ca. 5 Neptunfester om året.